# 売買川
売買川（うりかりがわ）は、北海道帯広市を流れる十勝川水系札内川支流の一級河川である。
名称はアイヌ語由来であるが、意味は「魚を集めるところ」や「笹の実をとる」など諸説ある。

## 地理
北海道帯広市八千代町東付近に源を発する。帯広川、第二売買川などの川と平行に北東に流れ、帯広市街南部で札内川に合流する。

## 流域の自治体
北海道
帯広市

## 支流
- 基線川
- 第二売買川
- 機関庫の川